# Kasbah-Museum Tanger

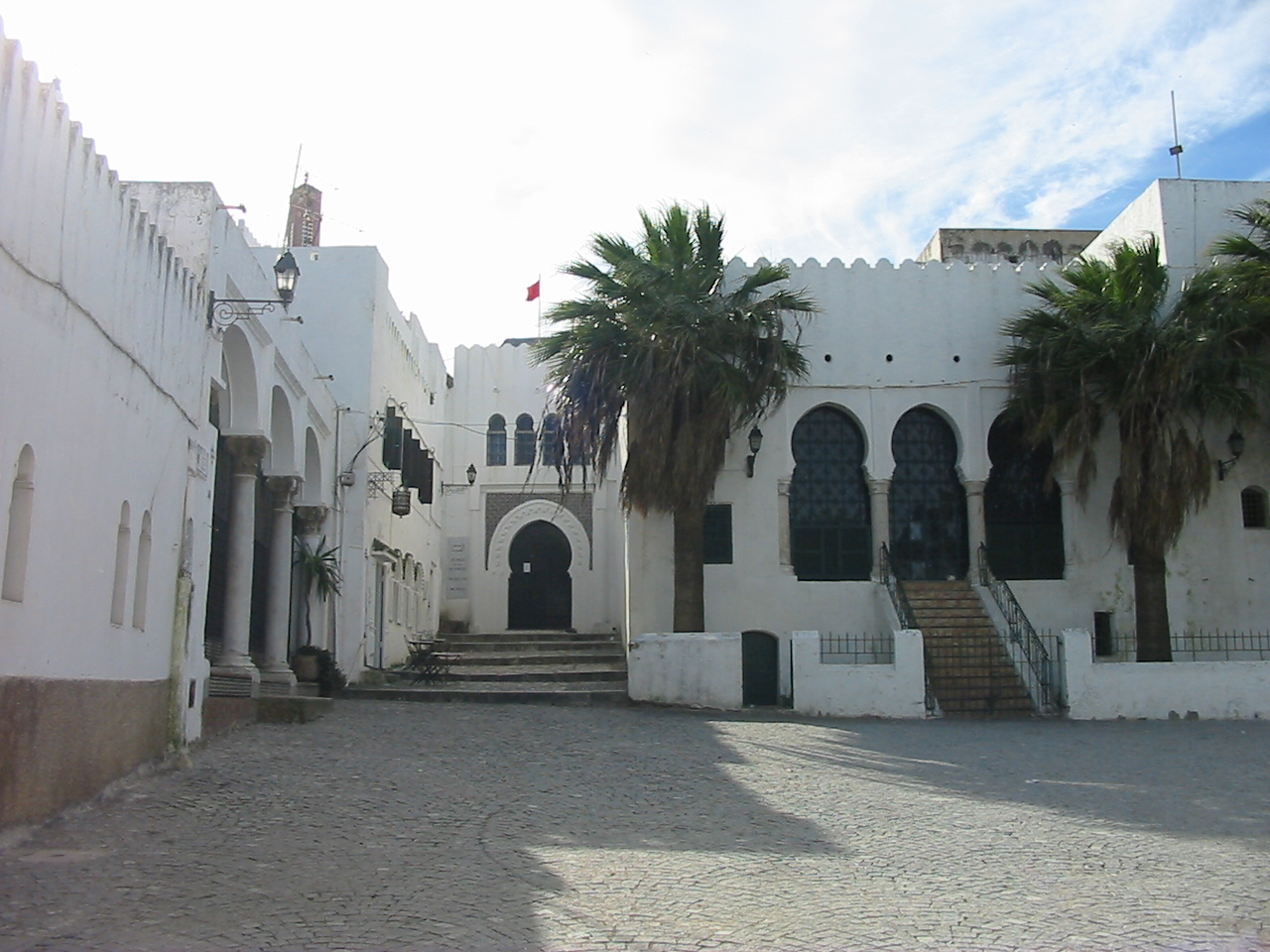
Sultanspalast mit Eingang zum Museum (Mitte)

Das Kasbah-Museum (französisch Musée de la Kasbah; arabisch متحف القصبة, DMG Matḥaf al-qaṣba) in der nordmarokkanischen Stadt Tanger war bis zur Eröffnung der Archäologischen Museen von Rabat und Tétouan in den 1930er Jahren das bedeutendste Museum des Landes.

## Lage
Das Museum befindet sich im ehemaligen Sultanspalast (Dar el Makhzen) auf dem Kasbah-Felsen von Tanger oberhalb des Fährhafens. Die Nekropole von Marshan befindet sich auf einem nur knapp 1 km westlich gelegenen Felsplateau.

## Geschichte
Nach der Vertreibung der Engländer im Jahr 1684 entstand auf dem Kasbah-Hügel ein Sultanspalast, der im ausgehenden 19. Jahrhundert weitgehend neu erbaut wurde. Im Jahr 1922 wurden Teile des ehemaligen Sultanspalastes von der Internationalen Verwaltung der Stadt in ein Archäologisches Museum umgewandelt.

## Exponate (Auswahl)
Das Museum präsentiert anhand von zahlreichen Fundstücken die Geschichte der Region um die – wahrscheinlich von den Phöniziern gegründete – Stadt Tanger (Tingis) von der Jungsteinzeit bis zur portugiesischen Epoche im 15. und 16. Jahrhundert.

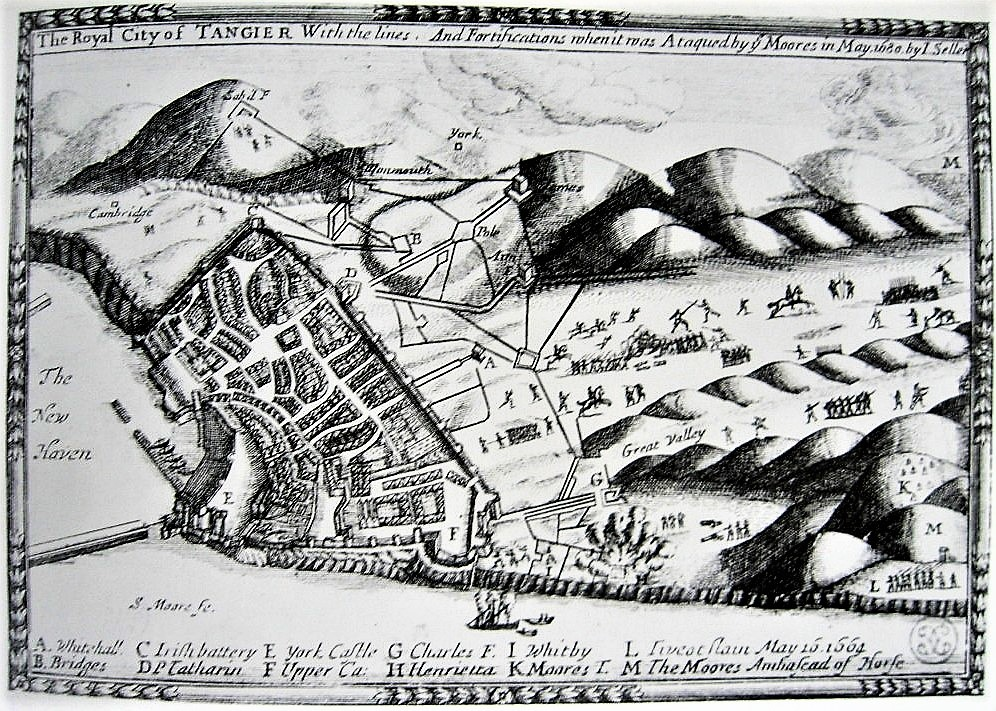
Tangiers (1664)

- Eingangssaal mit Artesonado-Decke und sechs großen Holztruhen mit eisernen Beschlägen
- Raum 1: steinzeitliche Funde (Faustkeile, Speerspitzen, beschnitzte Tierknochen) und frühe Keramik
- Raum 2: Grabbeigaben (Trinkgefäße, Schmuck und Öllämpchen) aus vorrömischer Zeit
- Raum 3: marmorne Grabstele und andere Funde aus römischer Zeit
- Raum 4 (ehemaliger Lichthof):
  - großes Bodenmosaik mit der Seefahrt der Venus aus Volubilis; Vitrinen mit Griechischen Vasen
  - Galerie mit phönizischer Grabkammer; Kistengräber aus Stein- und Tonplatten, Bleisarkophage und Urnen aus der Nekropole von Marshan
- Raum 5: Thron- oder Empfangsaal mit schöner Artesonado-Decke (Kuppel und Sterne)
- Raum 6: Keramik und Münzen aus almohadischer und merinidischer Zeit
- Raum 7: Funde aus Ksar es-Seghir, darunter ein portugiesisches Fenster im Manuelinischen Stil
- Raum 8: Funde aus der Zeit der portugiesischen und englischen Hoheit über die Stadt Tanger (1471–1684)